# La Nueva Luna
La Nueva Luna fue una banda de cumbia argentina, considerada como una de los principales exponentes de este subgénero. Se formó en 1995, en la provincia de Buenos Aires, Argentina; luego de que sus dos integrantes principales, Marcelo González "El Chino" y Ramón Benítez "El Mago" abandonaran la reconocida banda "Siete Lunas".
Hasta 2004 formaron parte de la discográfica DBN, y en 2005 conformaron su propia productora llamada L.A.G Music. Durante su carrera realizaron numerosos conciertos en el país, algunos de ellos fueron realizados en el Estadio Obras, el Estadio Luna Park y el Estadio Arquitecto Ricardo Etcheverri; además de realizar giras internacionales en Bolivia, Chile, Paraguay y Uruguay.
El 23 de diciembre de 2017 Marcelo González fallece. Tras su deceso, Ramón Benítez confirma el fin del grupo.

## Discografía
Debe destacarse que antes de su primer disco oficial se había lanzado una difusión, en la cual se conservaron varios temas que luego fueron puestos en los tres primeros discos.
- 1995 - Corazón de madera (Casete, Vinilo, CD)
- 1996 - La fuerza joven (Casete, CD)
- 1997 - Simplemente únicos (Casete, CD)
- 1998 - Incomparable (Casete, CD)
- 1999 - Grandes exitos DBN Chile (Casete, CD)
- 1999 - Los más queridos (Casete, CD)
- 2000 - Humildad y talento (Casete, CD)
- 2001 - Un sentimiento nacional (Casette, CD)
- 2002 - Como la gente (Casete, CD)
- 2003 - Más vivo que nunca (Casete, CD)
- 2004 - Una buena costumbre (Casete, CD)
- 2005 - 10 años de pasión y sentimiento (Casete, CD)
- 2006 - 20 Grandes exitos (CD)
- 2007 - Argentina canta con La Nueva Luna (CD)
- 2009 - La Nueva Luna en el Gran Rex (CD,DVD)
- 2010/11 - 15 años (Doble CD)
- 2012 - La Nueva Luna Chamamecera (CD)
- 2021 - La Nueva Luna En Vivo En El Teatro Gran Rex 2008 (CD + DVD) ( Formación Original )

## Premios
- 1996 - Disco de oro, platino, doble platino y triple platino a «La fuerza joven».
- 1997 - Disco de oro, platino y doble platino a «Simplemente únicos».
- 1998 - Disco de oro, platino y doble platino a «Incomparables».
- 1999 - Disco de oro y platino a «Los más queridos».
- 2000 - Disco de oro y platino a «Humildad y talento».
- 2001 - Disco de oro y platino a «Un Sentimiento Nacional».